# Borgonha-Franco-Condado
Borgonha-Franco-Condado (em francês:  Bourgogne-Franche-Comté - pronúncia em francês: [buʁ.ɡɔɲ.fʁɑ̃ʃ.kɔ̃.te]; por vezes abreviado BFC), é uma região administrativa francesa, localizada no nordeste da França. A região foi criada pela reforma territorial francesa em 2014, através da fusão de 2 regiões; Borgonha e Franco-Condado. A nova região entrou em existência em 1 de janeiro de 2016, logo após as eleições regionais em dezembro de 2015. Sua área territorial abrange 47 784 km2 (18 000 sq mi) e sua população tem cerca de 2,8 milhões de habitantes.
A capital regional é a cidade de Besançon, onde se encontra o conselho regional.